# آق‌قویونلو (باشماقچی)
اکویانلو، باشماکسی (به لاتین: Akkoyunlu, Başmakçı) یک منطقهٔ مسکونی در ترکیه است که در استان افیون قره‌حصار واقع شده‌است.

## خصوصیات
اکویانلو ۱۹۸ نفر جمعیت دارد.